# Aglossodes dureti
Aglossodes dureti is een vlinder uit de familie snuitmotten (Pyralidae). De wetenschappelijke naam van deze soort is, als Dattinia dureti voor het eerst geldig gepubliceerd in 1977 door Rougeot.

## "Synoniemen"
In de literatuur wordt de soort ook genoemd onder de naam Dattinia duveti of Aglossodes duveti. De soort is vernoemd naar P.J. Duret.

## Voorkomen
De soort komt voor in tropisch Afrika.